# Morpho portis thamyris
Morpho portis thamyris es una de las dos subespecies que integran la especie M. portis, un lepidóptero ditrisio nimfálido del género Morpho. Habita en regiones selváticas del este de Sudamérica.

## Taxonomía y características
Este taxón fue descrito originalmente en el año 1867 por los entomólogos austríacos Cajetan Freiherr von Felder y su hijo Rudolf von Cayetan Felder.
Morpho portis thamyris mide hasta 120 mm. Dorsalmente es mayormente es azul-celeste brillante, con margen negro en banda o manchas y en este una mancha blanca en la parte central del margen anterior y puntos difusos del mismo color en el sector exterior. Ventralmente bajo un fondo marmolado marrón-castaño, muestra hileras de ocelos, líneas y marcas de un patrón críptido.

## Distribución geográfica
Morpho portis thamyris se distribuye en selvas del este de Sudamérica. Se la encuentra en Brasil, en los estados de: Mato Grosso, São Paulo, Paraná, Santa Catarina, Río Grande del Sur.
También habita en el Paraguay, y en el nordeste de la Argentina, en la provincia de Misiones.

## Costumbres
Morpho portis thamyris es una mariposa grande, llamativa, de vuelo poderoso, lento, ondulante, a baja o media altura, con habituales planeos y bruscos aleteos, generalmente recorriendo senderos en sectores umbríos y húmedos de las selvas donde habita, no lejos de cañaverales. Se posa sobre frutos fermentados que caen al piso, o sobre excrementos. Al ser asustada se aleja de la amenaza hacia sectores densos volando rápida y erráticamente para desorientar a la fuente de peligro, aumentando la celada posándose de repente para quedar totalmente quieta y con las alas cerradas, confiando en su mimetismo alar ventral.
Las larvas u orugas de Morpho portis thamyris se alimentan de las hojas de bambúes, por ejemplo de los géneros Bambusa y  Chusquea.